# Étienne Mazureau
Étienne Mazureau, né à La Rochelle le 15 mars 1777 et mort le 25 mai 1849, à La Nouvelle-Orléans, est un procureur général de l'État de Louisiane et secrétaire d'État de la Louisiane.

## Biographie
Étienne Mazureau émigra vers la Louisiane au début du XIXe siècle. En 1805, il s'installe à La Nouvelle-Orléans. Il se marie avec Aimée Grima et auront cinq enfants, Adolphe, Polyxène, Stéphanie, Edouard et Clara.
Ayant fait des études de droit, il devient juriste et collabore avec Edward Livingston qui fut un des plénipotentiaires lors de la vente de la Louisiane en 1803.
Étienne Mazureau fut à trois reprises procureur général de l'État de Louisiane : de 1815 à 1817, puis de 1821 à 1824, et enfin de 1833 à 1841.
En 1832, il rencontra Alexis de Tocqueville qui enquêtait sur l'histoire sociologique de la Louisiane pour son livre De la démocratie en Amérique. Il lui donna de nombreuses données sociologiques, démographiques et linguistiques sur la ville de La Nouvelle-Orléans.
Étienne Mazureau mourut à La Nouvelle-Orléans en 1849. Il fut enterré au cimetière Saint-Louis de La Nouvelle-Orléans.